# لينارت بونك
لينارت بونك لاعب كرة قدم سويدي راحل كان يجيد اللعب في خط الهجوم.
لعب طوال مسيرته الرياضية في نادي هيلسينغبورغ.
شارك مع منتخب السويد في بطولة كأس العالم 1938 في فرنسا حيث احتل المركز الرابع.

## وصلات خارجية
- لينارت بونك على موقع الاتحاد الدولي (مؤرشف)  (الإنجليزية)
- لينارت بونك على موقع قاعدة بيانات كرة القدم.إي يو (الإنجليزية)
- لينارت بونك على موقع ناشيونال فوتبول تيمز (الإنجليزية)
- لينارت بونك على موقع Soccerway.com (الإنجليزية)
- لينارت بونك على موقع عالم كرة القدم.نت (الإنجليزية)

- هذا سيرة ذاتية